# Franz Karl Fischer

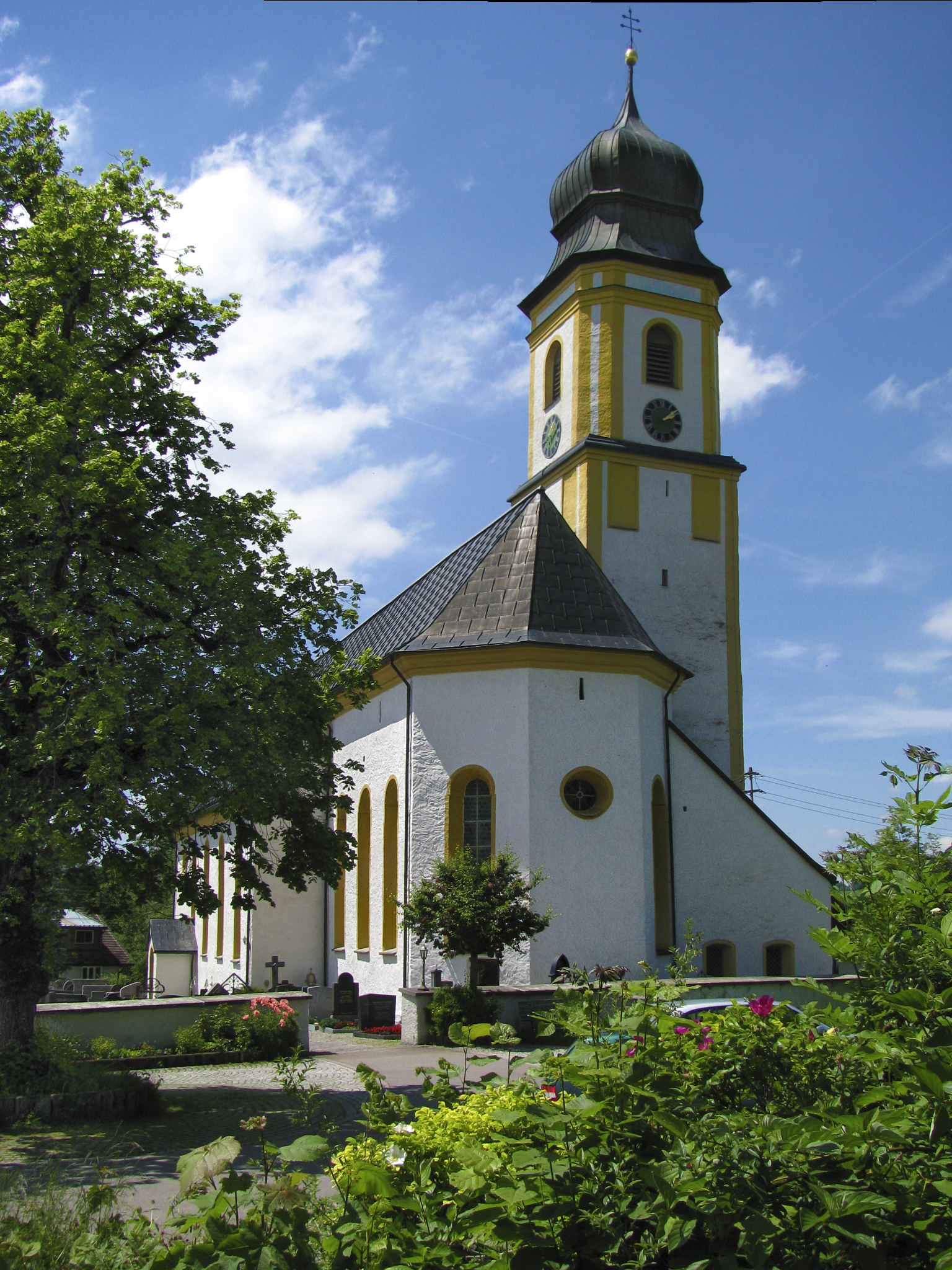
St. Peter und Paul in Petersthal

Spitalkirche in Füssen

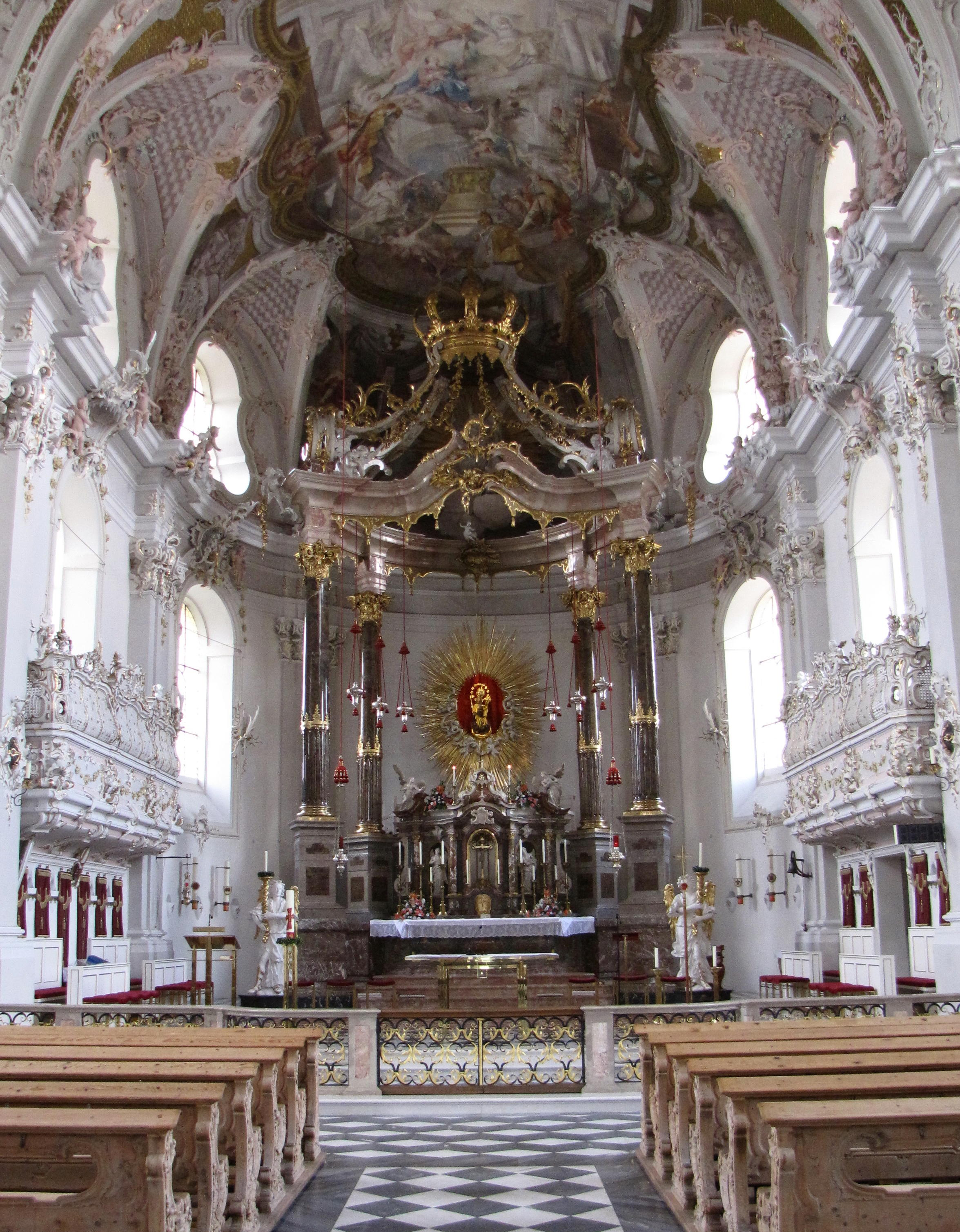
Choraltar in Innsbruck-Wilten

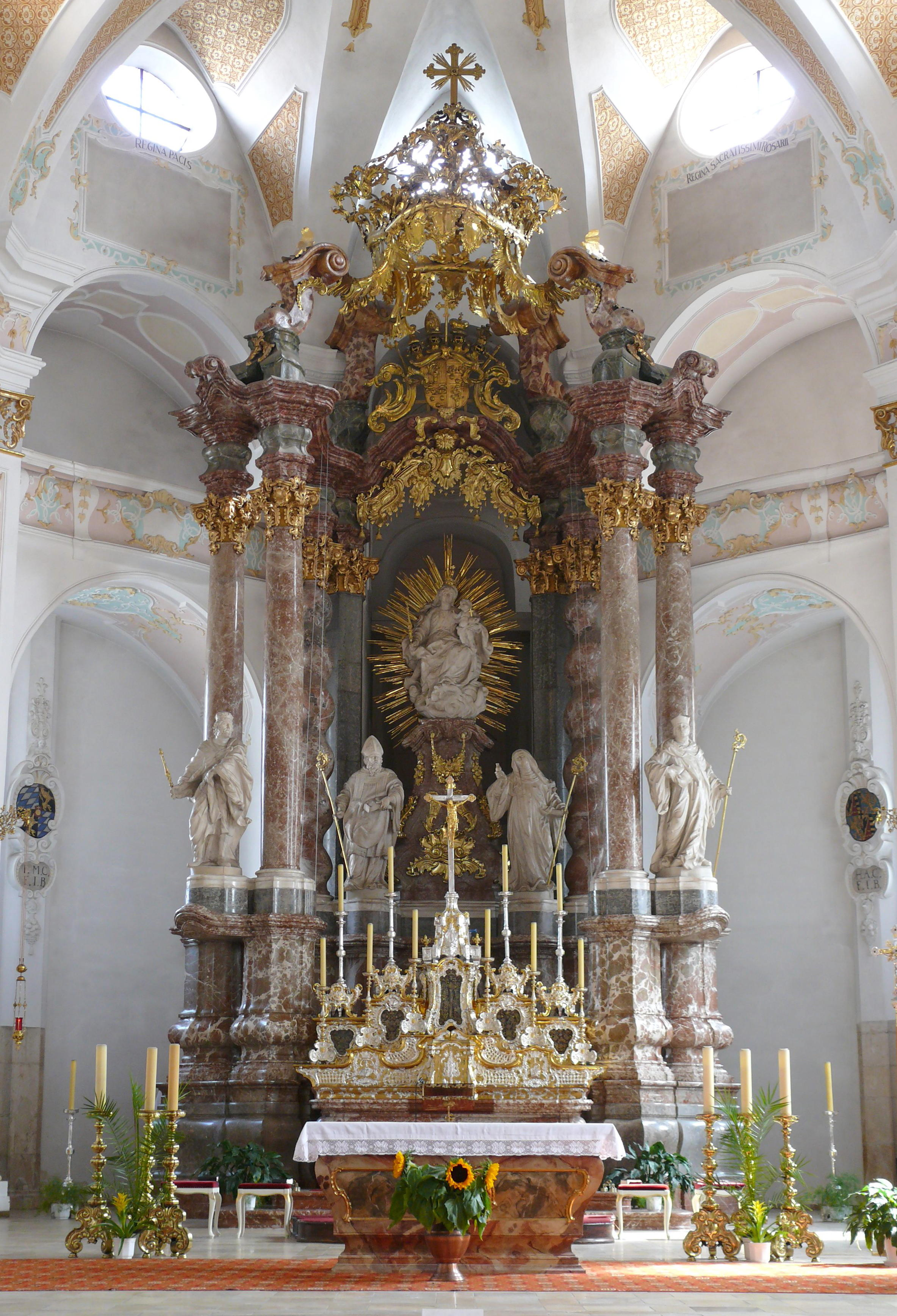
Choraltar in der Stadtpfarrkirche Deggendorf, bis 1883 im Eichstätter Dom

Franz Karl Fischer (* 4. November 1710 in Füssen; † 5. August 1772 in Füssen) war, wie zuvor schon sein Vater Johann Georg Fischer, gleichzeitig Steinmetz und Baumeister. Zweifellos stand er zunächst stark im Schatten seines größeren Vaters, in dessen Dienst er lange Zeit hauptsächlich als Steinmetz für Sankt Mang in Füssen arbeitete. Erst nach dem Tod von Johann Georg Fischer († 24. April 1747) konnte sich Franz Karl auch als Baumeister profilieren. Seine Kirchenbauten stehen in der Tradition der von Johann Jakob Herkomer begründeten „Füssener Schule“. Ein Rokokobaumeister nach den strengen Kriterien von Bernhard Rupprecht ist Franz Karl Fischer nicht geworden.

## Leben
Franz Karl Fischer wurde als Sohn des Baumeisters Johann Georg Fischer und dessen Ehefrau Euphrosina geboren. Von seinen sieben Geschwistern erreichten nur zwei das Erwachsenenalter. Obgleich es dafür keine schriftliche Bestätigung gibt, so darf doch angenommen werden, dass Franz Karl seine Ausbildung als Steinmetz und Baumeister durch den Vater erhielt. Erst nach dessen Tod machte er sich selbstständig, heiratete am 8. August 1747 die Füssener Metzgerstochter Katharina Mayr und gründete einen eigenen Hausstand. Am 9. Februar 1756 schloss er, nachdem seine erste Ehefrau verstorben war, mit Maria Veronica Hauser aus Oberpinswang zum zweiten Mal den Bund der Ehe.
Die Stufen seiner beruflichen Emanzipation lassen sich gut durch Einträge in verschiedenen Rechnungsbüchern dokumentieren:
- 5. September 1745: eodem bezahle dem Franz Carl Fischer, Steinhauer für Aufrichtung des 14 Nothelfer-Altars über empfangen Gibs 5 fl. 59 kr.[2]
- 9. Januar 1751: Herr Baumeister Franz Carl [Fischer] auf 2000 fl.[3]
- 11. Dezember 1755:  Hochfürstl. Augsb. Landt Baumaister in Füessen [Unterschrift][4]

## Werk
Als Steinmetz hat Franz Karl Fischer zumindest zwei höchst bedeutende Arbeiten hinterlassen: den Hochaltar der Pfarrkirche und Basilika Mariä Empfängnis in Innsbruck-Wilten – allein für den Tabernakel erhielt er 1500 Gulden – und höchstwahrscheinlich auch den ehemaligen Hochaltar für den Dom zu Eichstätt, der seit 1883 in der Stadtpfarrkirche Mariä Himmelfahrt in Deggendorf steht. Fischers Tätigkeit als Baumeister ist bislang noch nicht hinlänglich erforscht worden. Die Spitalkirche in Füssen gilt als seine beste architektonische Leistung. Sie hat zwar in der Franziskanerinnenklosterkirche in Dillingen an der Donau – einem Werk seines Vaters – ihr Vorbild, ist aber nicht einfach eine Kopie, sondern stellt sichtbar und spürbar eine Fortentwicklung dar.
Der von Franz Karl Fischer umgebaute Pfarrhof in Füssen-Weißensee wurde neben Goethes Gartenhaus in Weimar zum architektonischen Leitbild der Heimatschutzarchitektur.

## Werkverzeichnis
- 1745/47: Steinmetzarbeiten an den Seitenaltären von St. Mang in Füssen
- nach 1746: prachtvoller marmorner Rokoko-Choraltar für den Eichstätter Dom (Ausführung durch Franz Karl Fischer jedoch nicht sicher erwiesen. Entwurf und Altarplastik vom Eichstätter Hofbildhauer Matthias Seybold, Kosten des Altars 70.000 Reichstaler, Weihe am 1. September 1749. Der Altar besteht aus 10 verschiedenen Marmorsorten, aber teilweise auch aus Holz.)[5]
- 1748/49 Spitalkirche Heilig Geist in Füssen
- 1749: Kapelle St. Franz Xaver in Heggen, Gemeinde Stötten am Auerberg (Zuschreibung)
- 1752 Rechter Seitenaltar der Füssener Spitalkirche (als Unternehmer)
- 1755: Hochaltar in der Basilika Mariä Empfängnis in Innsbruck-Wilten
- 1755: Langhaus-Umbau und Turm der Pfarrkirche St. Peter und Paul in Petersthal
- 1756: Taufstein für die Stiftskirche in Lindau (Bodensee)
- 1757 Plan für den ehemaligen Pfarrhof in Pfronten-Berg
- 1760: Kapelle  St. Joseph in Geisenhofen, Gemeinde Stötten am Auerberg (Zuschreibung)
- 1763: Filialkirche St. Joseph in Marktoberdorf-Rieder (Zuschreibung)
- 1763/64 Pläne für den Neubau der Franziskanerklosterkirche in Füssen
- 1766: Umbau des Pfarrhofs in Weißensee